# Rhyparus denticollis
Rhyparus denticollis är en skalbaggsart som beskrevs av Leon Fairmaire 1893. Rhyparus denticollis ingår i släktet Rhyparus och familjen Aphodiidae. Inga underarter finns listade i Catalogue of Life.